# Мошино (Тверська область)
Мошино (рос. Мошино) — присілок в Старицькому районі Тверської області Російської Федерації.
Населення становить 1 особу. Входить до складу муніципального утворення Степуринське сільське поселення.

## Історія
Від 2005 року входить до складу муніципального утворення Степуринське сільське поселення. Раніше населений пункт належав до Сидоровського сільського округу.

## Населення
| 2008 | 2010 |
| ---- | ---- |
| 6    | ↘1   |